# Euphrosine cirratoformis
Euphrosine cirratoformis är en ringmaskart som beskrevs av Averincev 1972. Euphrosine cirratoformis ingår i släktet Euphrosine och familjen Euphrosinidae. Inga underarter finns listade i Catalogue of Life.